# 比克 (匈牙利)
比克是匈牙利的城鎮，位於該國西北部，距離首府松博特海伊27公里，由沃什州負責管轄，始建於12世紀，面積20.88平方公里，主要經濟活動是旅遊業，2004年人口3,256。

## 外部連結
- Bük Homepage of the town
- Bük on the visitors homepage （页面存档备份，存于）
- Map – Bük （页面存档备份，存于）
- Aerial images of Bük and Bük-Bath （页面存档备份，存于）
- Street map （页面存档备份，存于） （匈牙利文）